# Phloeoxena portoricensis
Phloeoxena portoricensis är en skalbaggsart som beskrevs av Darlington. Phloeoxena portoricensis ingår i släktet Phloeoxena och familjen jordlöpare. Inga underarter finns listade i Catalogue of Life.